# TKX-50
TKX-50 (Dihydroxylammonium-5,5′-bistetrazolyl-1,1′-diolat) ist eine instabile organische Verbindung, die sowohl als ein Vertreter der Stoffgruppe der Tetrazole als auch der organischen Hydroxylaminsalze angesehen werden kann. Der Stickstoffgehalt im Molekül beträgt 59,3 %.

## Geschichte
Die erste Synthese und Charakterisierung der Verbindung erfolgte in der Arbeitsgruppe von Thomas M. Klapötke an der Universität München. Die Ergebnisse wurden im Jahr 2012 publiziert.

## Gewinnung und Darstellung
Die Herstellung der Verbindung erfolgt durch die Umsetzung von 5,5′-Bistetrazolyl-1,1′-diol (BTO) mit Hydroxylamin. Die Ausgangsverbindung BTO kann relativ einfach aus Glyoxal, Hydroxylamin, Chlor und Natriumazid erhalten werden.

## Eigenschaften
TKX-50 ist ein kristalliner Feststoff, der keinen Schmelzpunkt zeigt. Die Verbindung tritt in zwei polymorphen Kristallformen auf. Bei etwa 180 °C wird ein Phasenübergang zweiter Ordnung mit einer geringen Wärmekapazitätsänderung von etwa 0,3 J·K−1·mol−1 beobachtet, wobei eine Umwandlung der Tieftemperatur- in eine Hochtemperaturkristallform stattfindet. Dabei ändert sich das Kristallsystem von monoklin mit der Raumgruppe P21/c zu triklin mit der Raumgruppe P1. Die Verbindung ist thermisch instabil. DSC-Messungen zeigen oberhalb von 215 °C eine exotherme Zersetzungsreaktion mit einer Zersetzungswärme von −2200 kJ·kg−1 bzw. −520 kJ·mol−1. Die Standardbildungsenthalpie basierend auf Messungen mittels Verbrennungskalorimetrie beträgt 473 kJ·mol−1. Die Verbindung ist mechanisch empfindlich gegenüber Schlag und Reibung. Wichtige Explosionskennzahlen sind:
| Sauerstoffbilanz           | −27,1 %[5]                        |
| Explosionswärme            | 6029 kJ·kg−1 %[5]                 |
| Explosionstemperatur       | 3957 K[5]                         |
| Detonationsgeschwindigkeit | 9687 m·s−1[5]                     |
| Detonationsdruck           | 425 kbar[5]                       |
| Normalgasvolumen           | 846 l·kg−1[5]                     |
| Schlagempfindlichkeit      | 20 J[2][5]                        |
| Reibempfindlichkeit        | 120 N[2][5]                       |
| Stahlhülsentest            | Grenzdurchmesser 10 mm, Typ H[11] |

## Verwendung
Wegen der höheren Leistung wie der Detonationsgeschwindigkeit und des Detonationsdrucks im Vergleich zum Beispiel zu RDX oder HMX, der sehr geringen Schlagempfindlichkeit, sowie der relativ einfachen Synthese, ist die Verbindung als neuer Sekundärsprengstoff interessant.